# Арахноидальная киста
Арахноидальная киста — ликворная киста, стенки которой сформированы клетками паутинной оболочки или рубцовым коллагеном. Арахноидальные кисты располагаются между поверхностью мозга и паутинной (арахноидальной) оболочкой.
Первичные (истинные) арахноидальные кисты — врожденные образования присутствующие у всех. Вторичные возникают после перенесенного менингита, оперативного вмешательства, при синдроме Марфана, агенезии мозолистого тела и т. д.; при вторичных арахноидальных кистах стенкой является арахноидальный рубец. Арахноидальные кисты в четыре раза чаще встречаются у мужчин, чем у женщин; обычно локализуются в пределах богатых арахноидальными оболочками ликворных цистерн, расширяя их. Чаще арахноидальные кисты образуются в средней черепной ямке, снаружи от височных долей головного мозга.

## Патология
Арахноидальные кисты возникают в результате формирования врожденной дупликатуры паутинной оболочки с последующим заполнением ее спинномозговой жидкостью. Стенки кисты состоят из плоских глиальных клеток (менинготелия) формирующих полупрозрачную мембрану. Солидный компонент и эпителиальная выстилка отсутствуют.

## Симптоматика
Арахноидальные кисты либо бессимптомны, либо проявляются до 20-летнего возраста, при этом характер и выраженность симптомов зависят от локализации и размеров кист, что затрудняет диагностику.
Арахноидальные кисты могут сопровождаться головными болями, тошнотой и рвотой, атаксией и гемипарезами, галлюцинациями, судорожным синдромом, психическими расстройствами, болями в конечностях и др. (чаще преобладает общемозговая симптоматика, связанная с вторичной гидроцефалией, реже — очаговая симптоматика, в т.ч. при травматическом разрыве кисты с формированием гигромы). Спинномозговая арахноидальная киста может симулировать грыжу межпозвонкового диска.

## Диагностика
Арахноидальные кисты обычно выявляются и дифференцируются с другими видами кист при МРТ-исследовании, часто как «находка» при обследовании по другому поводу.

## Лечение
Лечение арахноидальных кист показано при манифестации симптомов. Существуют разнообразные методы декомпрессии арахноидальных кист.
- Шунтирование: дренирование в субдуральное пространство или брюшную полость
- Фенестрация: краниотомия с иссечением кисты, различные эндоскопические методики, включая лазерные
- Дренирование методом игольной аспирации

## Эпидемиология
Арахноидальные кисты обнаруживаются у 4 % населения. Симптоматика имеется лишь в 20 % случаев и чаще связана с вторичной гидроцефалией.